# Sisley Volley
O Volley Treviso Spa, é um time italiano de voleibol masculino da cidade de Treviso. Desde 2016-17, o clube disputa o Campeonato Italiano de Voleibol Masculino, série B, organizado pela FIPAV.

## Histórico
O departamento de voleibol Sisley Volley Treviso iniciou suas atividades em setembro de 1987, graças à intuição da família Benetton, depois introduziram o basquetebol, segundo esporte do clube r também praticado no Palaverde, adquiriram o direito esportivo do "Antares Vittorio Veneto" conseguiu a participação na série A2 em maio de 1987.
O início na referida série A2  trouxe o consagrado jogador sul-coreano Kim Ho-Chul, somado aos talentos naturais de Treviso Pierpaolo Lucchetta e Andrea Anastasi, liderados pelo técnico Vito Marangon alcançaram a primeira posição na fase classificatória e obtiveram a promoção a elite nacional.
Então começa a era Sisley, e na temporada 1988-89  contrataram o Guido De Luigi, também Andrea Gardini, o sueco  Bengt Gustafson que não efetivou o contrato na ocasião,contaram com a juventude e explosão de Giulio Di Toro, comandados pelo técnico Nerio Zanetti, avançaram as semifinais da Liga A1 Italiana e a inédita final da Copa A1 Itália sediada em Forlì, enfrentando o Panini Modena".
No período seguinte outra mudança de técnico, contrataram o brasileiro Paulo "Russo" Sevciuc, que pode finalmente contar com sueco Gustafson, mas entre os fortes concorrentes estava o "Maxicono Parma"  que mais uma vez o time foi eliminado nas semifinais, e avançam a final da Copa das Copas no PalaRaschi.
Na temporada de 1990-91, chegava o treinador sueco Anders Kristansson,contratam Lorenzo Bernardi, Luca Cantagalli, o jovem talento em ascensão Paolo Tofoli e  o búlgaro Dimo Tonev, nesta jornada as primeiras conquistas ocorrem, na Taça Challenge , antes chamada de Taça CEV, venceu por 3-2 na cidade de Pádua na final o time de "Radiotechnik Riga", apos o técnico apresentar problemas de saúde, assumiu seu imediato Macjei Tiborowski, polones, depois assumiu  Gian Paolo Montali, ocorrendo várias mudanças no elenco, com a lesão do sueco Gustafson , contrataram o canadense Paul Gratton,além de alterações na presidência entre Giovanni Lucchetta e Giorgio Buzzavo, mas terminaram estável na elite nacional.

Em 1991, com o atacante argentino Raúl Quiroga a temporada prometia para o clube, mas apos lesão, só reforçou o time na fase dos playoffs. Com Bernardi  e Liano Petrelli, este tido como sétimo jogador da equipe, realizam a melhor colocação na fase classificatória até então, o segundo lugar geral, terminando na terceira posição na Copa A1 Itália realizada em Treviso.Nas competições de 1992-93 a equipe foi trienada por Gilberto Passani , contratando os jogadores holandeses Jan Posthuma e Ron Zwerver (capitão) que ajudaram a equipe conquistar a medalha de prata na primeira edição do Campeonato Mundial de Clubes sediado em Treviso em 1992, perdendo a final para o Mediolanum Milano em pleno Palaverde, mas em Nápoles conquistou o título da Copa A1 Itália ao vencer por 3-0 o Maxicono Parma, repetindo o feito dias depois ao derrotar o Charro Padova, desta vez na final da Taça Challenge (na época Copa CEV) em Montpellier, porém foi eliminado nos playfoss da Liga A1 Italiana, apos terminar na fase classificatória em segundo lugar, na ocasião foi derrotado pelo Misura Mediolanum Milano.
Na jornada de 1993-94 apostam no jovem atacante brasileiro Marcelo Negrão retornando a equipe Andrea Gardini como capitão com a camisa número 1, time teve um ótimo desempenho conquistando o título da Copa das Copas, chegando a final da Liga A1 Italiana,  sendo derrotado nas duas primeiras partidas, com lotação máxima no Palaverde e no o Fórum de Milão, abrindo vantagem na série final em 2-0, sendo derrotado em casa , na partida decisiva, Marcelo Negrão faz o último ponto , placar 15-13 no tie-break, dando inédito titulo ao clube, com Gilberto Benetton a festejar com a equipe toda.Na temporada seguinte, volta Andrea Zorzi , conquistando a Supercopa Europeia de 1995 em Viena , também sagrando-se campeão da Liga dos Campeões da Europa pela primeira vez derrotando o ao derrotar o Edilcuoghi Ravenna, dominou a fase regular da Liga A1 Italiana, mas na final perdeu para o  "Daytona Modena".
O reforço do ucraniano Alexander Shadchin, nas competições de  1995-96, rendeu a terceira posição na fase regular da ligam sendo vice-campeão na Copa Itália em Florença diante do Alpitour Traco Cuneo m vice-campeão na Supercopa Europeia. além da derrota na final da Liga dos Campeões da Europa contra Vojvodina Novi Sad, passando a ser comandada pelo ex-jogador Kim Ho-Chul, também no elenco o russo Dimitry Fomin  e Pasquale Gravina , mesmo desfalcado de Bernardi (seleção italiana) conquistou o título italiano.Na jornada 1996-97 foi vice-campeão da Supercopa Italiana e da Liga A1 Italiana.No período de 1997-98 chega o treinador Daniele Bagnoli, obtendo o terceiro posto na Taça Challenge ao derrotar o tiume belga Knack Roeselare em Rieti, na sequencia conquista seu terceiro titulo nacional.

### Títulos conquistados
Mundial de Clubes
- Finalista: 1992

 Liga dos Campeões
- Campeão:1994-95, 1998-99, 1999-00, 2005-06
- Finalista: 2000-01

 Taça CEV
- Campeão:1993-94, 2010-11
- Finalista: 1989-90

 Taça Challenge 
- Campeão:1990-91, 1992-93,1997-98,2002-03

 Supercopa Europa
- Campeão:1993-94, 1998-99
- Finalista:1994-95, 1999-00

 Campeonato Italiano
- Campeão: 1993-94, 1995-96, 1997-98, 1998-99, 2000-01, 2002-03, 2003-04, 2004-05, 2006-07
- Finalista: 1994-95,1996-97,2001-02,2005-06
- Terceiro posto: 1988-89,1989-90,1991-92,1992-93,2009-10

 Copa Itália
- Campeão: 2000-01, 2002-03, 2007-08, 2008-09, 2016-17.
- Finalista: 1988-89,1994-95,1995-96,1998-99,200-01,2002-03
- Terceiro posto: 1991-92

 Supercopa Italiana
- Campeão:  1997-98, 1999-00, 2000-01, 2002-03, 2003-04, 2004-05, 2006-07
- Finalista: 1996-97,1998-99

 Campeonato Italiano A2